# 311 Dywizja Piechoty (III Rzesza)
311 Dywizja Piechoty (niem. 311. Infanterie-Division) – niemiecka dywizja z czasów II wojny światowej. 
311 Dywizja Piechoty sformowana została w Giżycku na mocy rozkazu z 1 listopada 1939, poza falą mobilizacyjną w I Okręgu Wojskowym. Służyli w niej głównie żołnierze Landwehry uczestniczący we wrześniu 1939 w agresji na Polskę a ramach Grupy Branda i Brygady Giżycko. W czerwcu 1940 311 DP została przeniesiona na poligon Grafenwohr w Bawarii. W czasie jej pobytu na poligonie żołnierzy starszych roczników zwolniono do cywila a dywizję rozwiązano.

## Dowódca dywizji
- gen. por. Albrecht Brand, od 1 listopada 1939
- gen. por. Paul Gerhard, od 10 listopada 1939[1].

## Struktura organizacyjna
- Struktura organizacyjna w listopadzie 1939 roku:

152., 161. i 162. pułk piechoty Landwehry, 161. pułk artylerii Landwehry, 161. batalion pionierów Landwehry, 311. oddział rozpoznawczy, 131. oddział łączności Landwehry;
- Struktura organizacyjna w grudniu 1939 roku:

152., 161. i 162. pułk piechoty Landwehry, 311. pułk artylerii, 161. batalion pionierów Landwehry, 311. oddział rozpoznawczy Landwehry, 131. oddział łączności Landwehry;
- Struktura organizacyjna w marcu 1940 roku:

247., 249. i 250.  pułk piechoty, 311. pułk artylerii, 341. batalion pionierów, 341. oddział rozpoznawczy, 341. oddział łączności, 341. polowy batalion zapasowy;